# Rudogrzbietka
Rudogrzbietka (Caryomys)  – rodzaj ssaków z podrodziny karczowników (Arvicolinae) w obrębie rodziny chomikowatych (Cricetidae).

## Zasięg występowania
Rodzaj obejmuje gatunki występujące endemicznie w Chińskiej Republice Ludowej.

## Morfologia
Długość ciała (bez ogona) 83–1010 mm, długość ogona 22–60 mm; masa ciała 12–32 g.

## Systematyka
Rodzaj zdefiniował w 1911 roku angielski zoolog Oldfield Thomas w artykule poświęconym ssakom zebranym w zachodnich Chinach przez Malcolma Andersona na potrzeby eksploracji Azji Wschodniej przez księcia Bedforda, opublikowanym w czasopiśmie Abstracts of the Proceedings of the Zoological Society of London. Gatunkiem typowym jest (oryginalne oznaczenie) rudogrzbietkę wąwozową (C. inez). 

### Etymologia
Caryomys: gr. καρυον karuon ‘orzech’; μυς mus, μυος muos ‘mysz’.

### Podział systematyczny
Do rodzaju należą następujące gatunki:
| Grafika | Gatunek       | Autor i rok opisu | Nazwa zwyczajowa       | Podgatunki   | Rozmieszczenie geograficzne                                    | Podstawowe wymiary                       | Status IUCN |
| ------- | ------------- | ----------------- | ---------------------- | ------------ | -------------------------------------------------------------- | ---------------------------------------- | ----------- |
|         | Caryomys eva  | (O. Thomas, 1908) | rudogrzbietka górska   | 2 podgatunki | Qinghai, Gansu, Ningxia, Shaanxi, Chongqing, Hubei i Syczuan   | DC: 8,3–10,5 cm DO: 4,6–6 cm MC: 16–27 g | LC          |
|         | Caryomys inez | (O. Thomas, 1908) | rudogrzbietka wąwozowa | 2 podgatunki | Gansu, Ningxia, Shaanxi, Shanxi, Hebei, Henan, Anhui i Syczuan | DC: 8,3–11 cm DO: 2,2–4,6 cm MC: 12–32 g | LC          |

Kategorie IUCN:  LC  – gatunek najmniejszej troski.